# The Egret Hunter
Pour plus de détails, voir Fiche technique et Distribution.
The Egret Hunter est un film muet américain réalisé par Sidney Olcott et produit par la Kalem Company, sorti en 1910.

## Fiche technique
- Titre original : The Egret Hunter
- Réalisateur : Sidney Olcott
- Scénario :
- Photographie :
- Montage :
- Société de production : Kalem Company
- Société de distribution : Kalem Company
- Pays de production :  États-Unis
- Lieu de tournage : Jacksonville (Floride)
- Métrage : 258 mètres (1 bobine)
- Format : Noir et blanc — 35 mm — 1,33:1 — Muet
- Genre : Film dramatique
- Durée : 8 minutes et 40 secondes
- Date de sortie :
  - États-Unis : 6 mai 1910 (New York)

## Distribution
- Gene Gauntier
- James Vincent

## À noter
- Le film a été tourné à Jacksonville, en Floride, où la Kalem Company dispose d'un studio, les mois d'hiver.